# Gabiriele Lovobalavu
Gabiriele Voduadua Lovobalavu (Savusavu, 20 giugno 1985) è un rugbista a 15 figiano che gioca nel ruolo di tre quarti centro nell'Oyonnax in Pro D2.

## Carriera
Ha giocato nei club locali delle Figi prima di firmare per il Tolone per la stagione 2007-2008. Dalla stagione 2012-2013 milita nel club francese del Bayonne. Nel 2017 passa al Wasps RFC.
Dal 2007 viene convocato nella nazionale figiana e ha partecipato alla Coppa del Mondo 2007, 2011 e 2015.